# Volta a Cataluña 1945
La Volta a Cataluña 1945 fue la 25ª edición de la Volta a Cataluña. Se disputó en 9 etapas del 2 al 16 de septiembre de 1945 con un total de 1.825 km. El vencedor final fue el español Bernardo Ruiz.
Para celebrar la 25ª edición, se programaron 14 etapas, dos de les cuales divididas en dos sectores. El día de la salida estuvieron el fundador de la "Volta", Miguel Artemán, y los tres primeros ganadores Sebastián Masdeu, José Magdalena y Juan Martí.
Juan Gimeno lideró la carrera hasta que, en la novena etapa, rompió la cadena en el Coll de Nargó y perdió toda posibilidad de victoria.

## Etapas
| Etapa | Fecha            | Ciudades de etapa            | km    | Vencedor de la etapa | Líder de la general |
| ----- | ---------------- | ---------------------------- | ----- | -------------------- | ------------------- |
| 1.º   | 2 de septiembre  | Montjuic - Montjuic          | 48,0  | Enrique Armengol     | Enrique Armengol    |
| 2.º   | 2 de septiembre  | Barcelona - Manresa          | 69,0  | Antonio Martín       | Juan Gimeno         |
| 3.º   | 3 de septiembre  | Manresa - Reus               | 136,0 | Vicente Carretero    | Juan Gimeno         |
| 4.º   | 4 de septiembre  | Reus - Tortosa               | 119,0 | Vicente Carretero    | Juan Gimeno         |
| 5.º   | 5 de septiembre  | Tortosa - Tarragona          | 142,0 | Miguel Gual          | Juan Gimeno         |
| 6ºA   | 7 de septiembre  | Tarragona - Valls (CRI)      | 21,0  | Cipriano Elys        | Juan Gimeno         |
| 6ºB   | 7 de septiembre  | Valls - Tárrega              | 80,0  | Miguel Gual          | Juan Gimeno         |
| 7.º   | 8 de septiembre  | Tárrega - Gironella          | 112,0 | Miguel Gual          | Juan Gimeno         |
| 8.º   | 9 de septiembre  | Gironella - Tremp            | 158,0 | Vicente Carretero    | Juan Gimeno         |
| 9.º   | 10 de septiembre | Tremp - Seo de Urgel         | 92,0  | Robert Zimmermann    | Bernardo Ruiz       |
| 10.º  | 11 de septiembre | Seo de Urgel - Palafrugell   | 232,0 | Juan Gimeno          | Bernardo Ruiz       |
| 11.º  | 13 de septiembre | Palafrugell - Gerona         | 139,0 | Vicente Carretero    | Bernardo Ruiz       |
| 12ºA  | 14 de septiembre | Gerona - Lloret de Mar (CRI) | 50,0  | Robert Zimmermann    | Bernardo Ruiz       |
| 12ºB  | 14 de septiembre | Lloret de Mar - Manlleu      | 112,0 | Vicente Carretero    | Bernardo Ruiz       |
| 13.º  | 15 de septiembre | Manlleu - Granollers         | 180,0 | Vicente Carretero    | Bernardo Ruiz       |
| 14.º  | 16 de septiembre | Granollers - Barcelona       | 132,0 | Miguel Gual          | Bernardo Ruiz       |

### 1.ª etapa[1]
02-09-1945: Barcelona - Barcelona. 48,0 km
|   | Ciclista         | Equipo                    | Tiempo     |
| - | ---------------- | ------------------------- | ---------- |
| 1 | Enrique Armengol | U.C. Hospitalet - Galindo | 1h 17' 26" |
| 2 | Bernardo Ruiz    | Galindo                   | m. t.      |
| 3 | Vicente Gimeno   | UE Sants                  | + 31"      |

|   | Ciclista         | Equipo                    | Tiempo     |
| - | ---------------- | ------------------------- | ---------- |
| 1 | Enrique Armengol | U.C. Hospitalet - Galindo | 1h 17' 26" |
| 2 | Bernardo Ruiz    | Galindo                   | m. t.      |
| 3 | Vicente Gimeno   | UE Sants                  | + 31"      |

### 2.ª etapa[1]
02-09-1945: Barcelona - Manresa. 69,0 km
|   | Ciclista       | Equipo                    | Tiempo     |
| - | -------------- | ------------------------- | ---------- |
| 1 | Antonio Martín | UD Sants                  | 2h 01' 20" |
| 2 | Juan Gimeno    | U.C. Hospitalet - Galindo | m. t.      |
| 3 | Juan Martínez  | AC Montjuïc               | + 33"      |

|   | Ciclista      | Equipo                    | Tiempo     |
| - | ------------- | ------------------------- | ---------- |
| 1 | Juan Gimeno   | U.C. Hospitalet - Galindo | 3h 20' 50" |
| 2 | Juan Martínez | AC Montjuïc               | + 33"      |
| 3 | Joaquín Olmos | U.C. Hospitalet - Galindo | + 01' 05"  |

### 3.ª etapa[1]
03-09-1945: Manresa - Reus. 136,0 km
|   | Corredor          | Equipo              | Tiempo     |
| - | ----------------- | ------------------- | ---------- |
| 1 | Vicente Carretero | Galindo             | 4h 09' 30" |
| 2 | Pietro Tarchini   | Pirelli             | + 02' 18"  |
| 3 | Miguel Gual       | AC Montjuïc-Galindo | m. t.      |

|   | Ciclista      | Equipo                    | Tiempo     |
| - | ------------- | ------------------------- | ---------- |
| 1 | Juan Gimeno   | U.C. Hospitalet - Galindo | 7h 31' 22" |
| 2 | Juan Martínez | AC Montjuïc               | + 33"      |
| 3 | Pedro Mas     | AC Montjuïc               | + 45"      |

### 4.ª etapa[2]
04-09-1945: Reus - Tortosa. 119,0 km
|   | Corredor          | Equipo                    | Tiempo     |
| - | ----------------- | ------------------------- | ---------- |
| 1 | Vicente Carretero | Galindo                   | 4h 02' 22" |
| 2 | Juan Gimeno       | U.C. Hospitalet - Galindo | m. t.      |
| 3 | Miguel Gual       | AC Montjuïc-Galindo       | m. t.      |

|   | Ciclista          | Equipo                    | Tiempo      |
| - | ----------------- | ------------------------- | ----------- |
| 1 | Juan Gimeno       | U.C. Hospitalet - Galindo | 11h 33' 44" |
| 2 | Vicente Carretero | Galindo                   | + 01' 42"   |
| 3 | Bernardo Ruiz     | Galindo                   | + 04' 32"   |

### 5.ª etapa[3]
5-9-1945: Tortosa - Tarragona. 142,0 km
|   | Ciclista        | Equipo              | Tiempo     |
| - | --------------- | ------------------- | ---------- |
| 1 | Miguel Gual     | AC Montjuïc-Galindo | 4h 54' 11" |
| 2 | Pietro Tarchini | Pirelli             | m. t.      |
| 3 | Miguel Casas    | C.C. Provenzalense  | m. t.      |

|   | Ciclista          | Equipo                    | Tiempo      |
| - | ----------------- | ------------------------- | ----------- |
| 1 | Juan Gimeno       | U.C. Hospitalet - Galindo | 16h 27' 55" |
| 2 | Vicente Carretero | Galindo                   | + 01' 42"   |
| 3 | Bernardo Ruiz     | Galindo                   | + 04' 32"   |

### 6.ª etapa[4]
07-09-1945: (6A Tarragona-Valls 21 km) y (6B Valls-Tàrrega 80 km)
|   | Ciclista      | Equipo                    | Tiempo  |
| - | ------------- | ------------------------- | ------- |
| 1 | Cipriano Elys | D.C. Manresà - Galindo    | 32' 36" |
| 2 | Bernardo Ruiz | Galindo                   | + 31"   |
| 3 | Juan Gimeno   | U.C. Hospitalet - Galindo | + 43"   |

|   | Ciclista        | Equipo              | Tiempo     |
| - | --------------- | ------------------- | ---------- |
| 1 | Miguel Gual     | AC Montjuïc-Galindo | 3h 35' 25" |
| 2 | Pietro Tarchini | Pirelli             | m. t.      |
| 3 | Bernardo Ruiz   | Galindo             | m. t.      |

|   | Ciclista      | Equipo                    | Tiempo     |
| - | ------------- | ------------------------- | ---------- |
| 1 | Cipriano Elys | D.C. Manresà - Galindo    | 4h 08' 05" |
| 2 | Bernardo Ruiz | Galindo                   | + 27"      |
| 3 | Juan Gimeno   | U.C. Hospitalet - Galindo | + 43"      |

|   | Ciclista          | Equipo                    | Tiempo      |
| - | ----------------- | ------------------------- | ----------- |
| 1 | Juan Gimeno       | U.C. Hospitalet - Galindo | 20h 36' 43" |
| 2 | Vicente Carretero | Galindo                   | + 02' 03"   |
| 3 | Bernardo Ruiz     | Galindo                   | + 04' 16"   |

### 7.ª etapa[5]
08-09-1945: Tárrega - Gironella. 112,0 km
|   | Corredor        | Equipo              | Tiempo     |
| - | --------------- | ------------------- | ---------- |
| 1 | Miguel Gual     | AC Montjuïc-Galindo | 3h 58' 08" |
| 2 | Antonio Martín  | UD Sants            | m. t.      |
| 3 | Pietro Tarchini | Pirelli             | m. t.      |

|   | Ciclista          | Equipo                    | Tiempo      |
| - | ----------------- | ------------------------- | ----------- |
| 1 | Juan Gimeno       | U.C. Hospitalet - Galindo | 24h 34' 51" |
| 2 | Vicente Carretero | Galindo                   | + 02' 03"   |
| 3 | Bernardo Ruiz     | Galindo                   | + 04' 16"   |

### 8.ª etapa[6]
10-9-1945: Gironella - Tremp. 158,0 km
|   | Corredor          | Equipo                    | Tiempo     |
| - | ----------------- | ------------------------- | ---------- |
| 1 | Vicente Carretero | Galindo                   | 5h 33' 43" |
| 2 | Juan Gimeno       | U.C. Hospitalet - Galindo | m. t.      |
| 3 | Bernardo Ruiz     | Galindo                   | m. t.      |

|   | Ciclista          | Equipo                    | Tiempo      |
| - | ----------------- | ------------------------- | ----------- |
| 1 | Juan Gimeno       | U.C. Hospitalet - Galindo | 30h 08' 34" |
| 2 | Vicente Carretero | Galindo                   | + 02' 03"   |
| 3 | Bernardo Ruiz     | Galindo                   | + 04' 16"   |

### 9.ª etapa
11-9-1945: Tremp - Seo de Urgel. 92,0 km
|   | Ciclista          | Equipo   | Tiempo     |
| - | ----------------- | -------- | ---------- |
| 1 | Robert Zimmermann | Pirelli  | 3h 00' 42" |
| 2 | Bernardo Ruiz     | Galindo  | m. t.      |
| 3 | Antonio Martín    | UD Sants | + 04' 58"  |

|   | Ciclista          | Equipo                    | Tiempo      |
| - | ----------------- | ------------------------- | ----------- |
| 1 | Bernardo Ruiz     | Galindo                   | 33h 13' 32" |
| 2 | Vicente Carretero | Galindo                   | + 09' 35"   |
| 3 | Artur Dorsé       | U.C. Hospitalet - Galindo | + 15' 12"   |

### 10.ª etapa[7]
12-9-1945: Seo de Urgel - Palafrugell. 232,0 km
|   | Ciclista      | Equipo                    | Tiempo     |
| - | ------------- | ------------------------- | ---------- |
| 1 | Juan Gimeno   | U.C. Hospitalet - Galindo | 7h 57' 30" |
| 2 | Joaquín Olmos | U.C. Hospitalet - Galindo | m. t.      |
| 3 | Joaquín Filba | AC Montjuïc               | m. t.      |

|   | Ciclista          | Equipo                    | Tiempo      |
| - | ----------------- | ------------------------- | ----------- |
| 1 | Bernardo Ruiz     | Galindo                   | 41h 11' 02" |
| 2 | Vicente Carretero | Galindo                   | + 13' 48"   |
| 3 | Juan Gimeno       | U.C. Hospitalet - Galindo | + 25' 20"   |

### 11.ª etapa[8]
13-9-1945: Palafrugell - Gerona. 139,0 km
|   | Ciclista          | Equipo                    | Tiempo     |
| - | ----------------- | ------------------------- | ---------- |
| 1 | Vicente Carretero | Galindo                   | 4h 37' 04" |
| 2 | Joaquín Filba     | AC Montjuïc               | m. t.      |
| 3 | Arturo Dorsé      | U.C. Hospitalet - Galindo | m. t.      |

|   | Ciclista          | Equipo                    | Tiempo      |
| - | ----------------- | ------------------------- | ----------- |
| 1 | Bernardo Ruiz     | Galindo                   | 41h 11' 02" |
| 2 | Vicente Carretero | Galindo                   | + 12' 13"   |
| 3 | Juan Gimeno       | U.C. Hospitalet - Galindo | + 13' 45"   |

### 12.ª etapa[9]
14-09-1945: (12A Gerona-Lloret de Mar 50 km) y (12B Lloret de Mar-Manlleu 112 km)
|   | Ciclista          | Equipo                    | Tiempo    |
| - | ----------------- | ------------------------- | --------- |
| 1 | Robert Zimmermann | Pirelli                   | 32' 36"   |
| 2 | Juan Gimeno       | U.C. Hospitalet - Galindo | + 01' 31" |
| 3 | Hans Maag         | Pirelli                   | + 01' 49" |

|   | Ciclista          | Equipo                    | Tiempo     |
| - | ----------------- | ------------------------- | ---------- |
| 1 | Vicente Carretero | Galindo                   | 4h 13' 35" |
| 2 | Juan Gimeno       | U.C. Hospitalet - Galindo | + 01"      |
| 3 | João Rebelo       | Sporting de Portugal      | + 03"      |

|   | Ciclista          | Equipo                    | Tiempo     |
| - | ----------------- | ------------------------- | ---------- |
| 1 | Robert Zimmermann | Pirelli                   | 5h 20' 32" |
| 2 | Juan Gimeno       | U.C. Hospitalet - Galindo | + 01' 32"  |
| 3 | João Rebelo       | Sporting de Portugal      | + 02' 21"  |

|   | Ciclista          | Equipo                    | Tiempo      |
| - | ----------------- | ------------------------- | ----------- |
| 1 | Bernardo Ruiz     | Galindo                   | 51h 15' 18" |
| 2 | Joan Gimeno       | U.C. Hospitalet - Galindo | + 10' 12"   |
| 3 | Robert Zimmermann | Pirelli                   | + 12' 08"   |

### 13.ª etapa[10]
15-9-1945: Manlleu - Granollers. 180,0 km
|   | Ciclista          | Equipo                    | Tiempo     |
| - | ----------------- | ------------------------- | ---------- |
| 1 | Vicente Carretero | Galindo                   | 6h 29' 45" |
| 2 | Pedro Mas         | AC Montjuïc               | m. t.      |
| 3 | Joaquín Olmos     | U.C. Hospitalet - Galindo | m. t.      |

|   | Ciclista          | Equipo                    | Tiempo      |
| - | ----------------- | ------------------------- | ----------- |
| 1 | Bernardo Ruiz     | Galindo                   | 57h 45' 03" |
| 2 | Juan Gimeno       | U.C. Hospitalet - Galindo | + 10' 12"   |
| 3 | Robert Zimmermann | Pirelli                   | + 12' 08"   |

### 14.ª etapa[11]
16-9-1945: Granollers - Barcelona. 132,0 km
|   | Ciclista    | Equipo                    | Tiempo     |
| - | ----------- | ------------------------- | ---------- |
| 1 | Miguel Gual | AC Montjuïc-Galindo       | 3h 57' 50" |
| 2 | Artur Dorsé | U.C. Hospitalet - Galindo | m. t.      |
| 3 | Pedro Mas   | AC Montjuïc               | m. t.      |

|   | Ciclista          | Equipo                    | Tiempo      |
| - | ----------------- | ------------------------- | ----------- |
| 1 | Bernardo Ruiz     | Galindo                   | 61h 43' 33" |
| 2 | Juan Gimeno       | U.C. Hospitalet - Galindo | + 09' 32"   |
| 3 | Robert Zimmermann | Pirelli                   | + 11' 28"   |

## Clasificación General
|    | Ciclista              | Equipo                    | Tiempo       |
| -- | --------------------- | ------------------------- | ------------ |
|    | Bernardo Ruiz         | Galindo                   | 61h 43' 33"  |
| 2  | Juan Gimeno           | U.C. Hospitalet - Galindo | + 9' 32"     |
| 3  | Robert Zimmermann     | Pirelli                   | + 11' 28"    |
| 4  | Vicente Carretero     | Galindo                   | + 15' 22"    |
| 5  | Antonio Andrés Sancho | UD Sants                  | + 22' 23"    |
| 6  | Artur Dorsé           | U.C. Hospitalet - Galindo | + 33' 22"    |
| 7  | João Rebelo           | Sporting de Portugal      | + 47' 57"    |
| 8  | Joaquín Filba         | AC Montjuïc               | + 56' 11"    |
| 9  | Miguel Gual           | AC Montjuïc-Galindo       | + 56' 29"    |
| 10 | Cipriano Elys         | Galindo                   | + 1h 11' 40" |

## Clasificaciones secundarias
|   | Ciclista          | Equipo              | Puntos |
| - | ----------------- | ------------------- | ------ |
| 1 | Vicente Carretero | Galindo             | 11     |
| 2 | Bernardo Ruiz     | Galindo             | 10     |
| 3 | Miguel Gual       | AC Montjuïc-Galindo | 8      |

| Pos. | Equip           | Temps        |
| ---- | --------------- | ------------ |
| 1    | U.C. Hospitalet | 187h 34' 34" |
| 2    | AC Montjuïc     | + 49' 36"    |
| 3    | UD Sants        | + 1h 37' 49" |